# Aeroportul Allegheny County
Aeroportul Allegheny County (IATA: AGC, ICAO: KAGC, FAA LID: AGC) este un aeroport din West Mifflin⁠(d), Comitatul Allegheny, Pennsylvania, Pennsylvania, Statele Unite ale Americii. Aeroportul a fost tranzitat în 2019 de 248 de pasageri.
Situat la o altitudine de 382 m, aeroportul dispune de 2 piste. Este operat de Allegheny County Airport Authority⁠(d).

## Infrastructură

### Piste
Aeroportul dispune de 2 piste. Pista 10/28 are suprafața de beton și dimensiunile 6.501 picioare × 150 picioare. Pista 13/31 are suprafața de beton și dimensiunile 3.825 picioare × 100 picioare. 